# Thỏa thuận Tito–Šubašić
Thỏa thuận Tito – Šubašić (tiếng Serbia-Croatia: sporazumi Tito-Šubašić) là kết quả của một loạt các cuộc đàm phán giữa lãnh đạo Đảng Cộng sản Nam Tư, Josip Broz Tito, và thủ tướng của chính phủ Nam Tư lưu vong, Ivan Šubašić, vào nửa cuối năm 1944 và đầu năm 1945. Mục đích là để thành lập một chính phủ liên minh ở Nam Tư sau Chiến tranh thế giới thứ hai, bao gồm các đại diện của Ủy ban Quốc gia Giải phóng Nam Tư và chính phủ lưu vong.
Khối Đồng minh đã hỗ trợ và thúc đẩy quá trình đàm phán và ký kết các thỏa thuận, đặc biệt là Vương quốc Anh. Anh coi đây là một cơ hội để gây ảnh hưởng đến sự hình thành chế độ hậu chiến ở Nam Tư. Nếu không thì Nam Tư sẽ hoàn toàn rơi vào tay của Tito và Đảng Cộng sản Nam Tư, lực lượng đã dẫn đầu cuộc kháng chiến chống sự chiếm đóng của phe Trục. Tito coi những thỏa thuận này là một cơ hội để được quốc tế công nhận.
Hiệp ước Vis (tiếng Serbia-Croatia: Viški sporazum) là thỏa thuận ban đầu trong quá trình đầm phán; ký kết trên đảo Vis vào tháng 6 năm 1944. Thỏa thuận chính được ký kết vào ngày 1 tháng 11 năm 1944 tại Beograd, nhưng việc thực hiện đã bị trì hoãn do tranh chấp giữa Tito, Šubašić và Vua Peter II liên quan đến việc bổ nhiệm hội đồng nhiếp chính. Quá trình này được kết thúc vào ngày 7 tháng 3 năm 1945 với việc thành lập Chính phủ lâm thời của Liên bang Nam Tư Dân chủ. Tito do đó đã trở thành Thủ tướng của Nam Tư.

## Bối cảnh

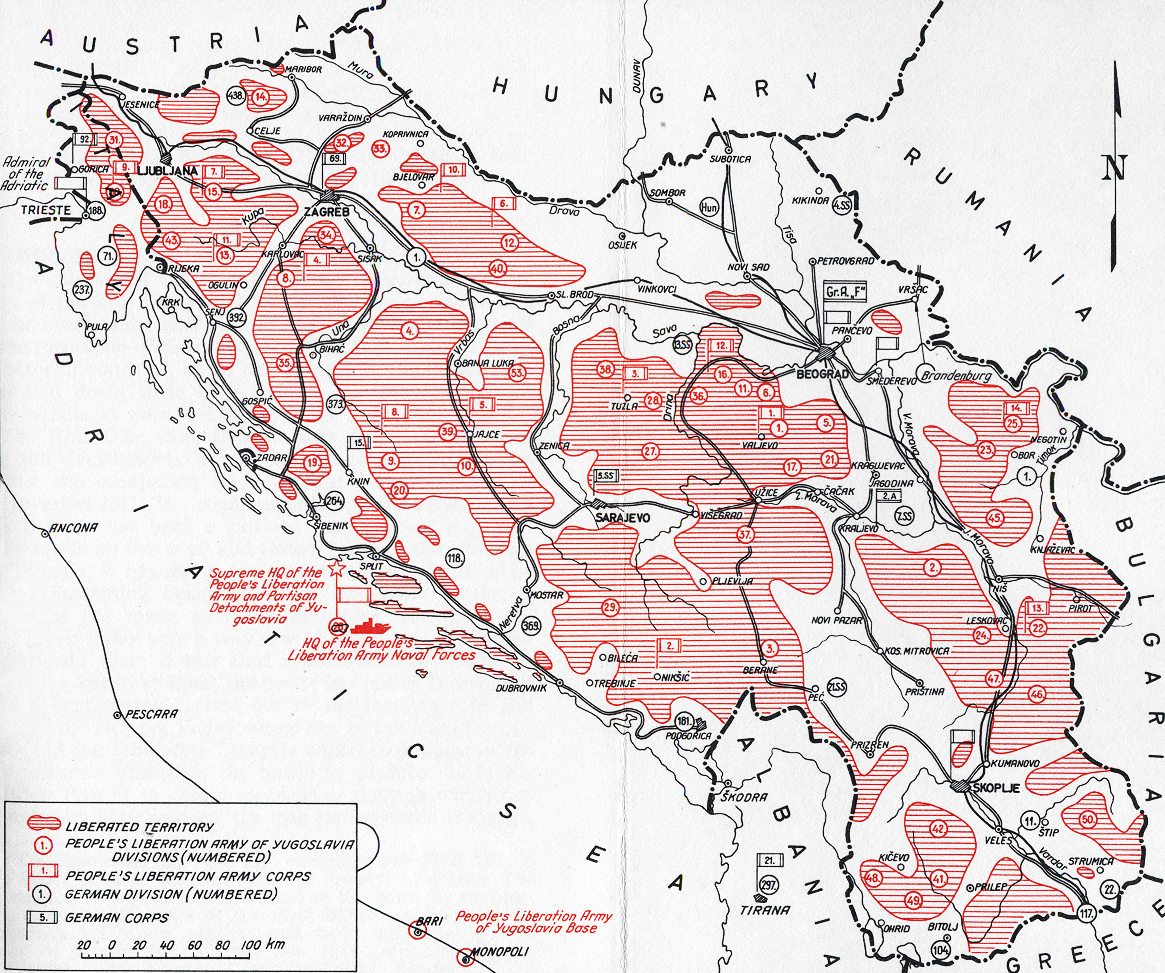
Lãnh thổ giải phóng Nam Tư năm 1944.

Vào tháng 4 năm 1941, phe Trục xâm lược Nam Tư. Khi Nam Tư sắp bị chiếm đóng, Đảng Cộng sản Nam Tư (Komunistička partija Jugoslavije) đã chỉ thị 8.000 đảng viên tích trữ vũ khí chuẩn bị cho cuộc kháng chiến có vũ trang. Vào cuối năm 1941, cuộc kháng chiến đã lan rộng đến tất cả các vùng của Nam Tư, ngoại trừ Macedonia. Dựa trên kinh nghiệm với các hoạt động bí mật trên khắp đất nước, Đảng Cộng sản Nam Tư đã thành lập Quân đội Giải phóng Nam Tư, do Josip Broz Tito lãnh đạo. Đảng Cộng sản Nam Tư đánh giá rằng việc Đức xâm lược Liên Xô đã tạo điều kiện thuận lợi cho cuộc nổi dậy ở Nam Tư. Vào ngày 27 tháng 6 năm 1941, Bộ chính trị Đảng Cộng sản Nam Tư đã thành lập Tổng hành dinh tối cao của Quân đội Giải phóng Quốc gia Nam Tư, với Tito là tổng tư lệnh.
Vào ngày 26–27 tháng 11, Hiệp hội giải phóng dân tộc Nam Tư chống phát xít (Antifašističko vijeće narodnog oslobođenja Jugoslavije) - được thành lập theo sự chỉ đạo của Tito và Đảng Cộng sản Nam Tư. Hiệp hội giải phóng dân tộc Nam Tư chống phát xít tự tuyên bố là cơ quan lập pháp tương lai của nhà nước Nam Tư hậu chiến, khẳng định cam kết thành lập một liên bang dân chủ, phủ quyết quyền lực của chính phủ Nam Tư lưu vong, và cấm Vua Peter II trở về nước. Ngoài ra, Ủy ban Quốc gia Giải phóng Nam Tư (Nacionalni komitet oslobođenja Jugoslavije) cũng được được thành lập và được Hiệp hội giải phóng dân tộc Nam Tư chống phát xít xác nhận là cơ quan hành pháp Nam Tư.
Vào ngày 3 tháng 6, Tito được sơ tán đến Bari, sau khi sở chỉ huy ở Drvar bị tấn công bởi một cuộc đổ bộ đường không của quân Đức vào cuối tháng 5 năm 1944. Ngay sau đó, ông được tàu khu trục HMS Blackmore vận chuyển đến đảo Vis. Đến ngày 9 tháng 6, các phái bộ ngoại giao của Anh và Liên Xô đã được thành lập trên đảo.

## Hiệp ước Vis

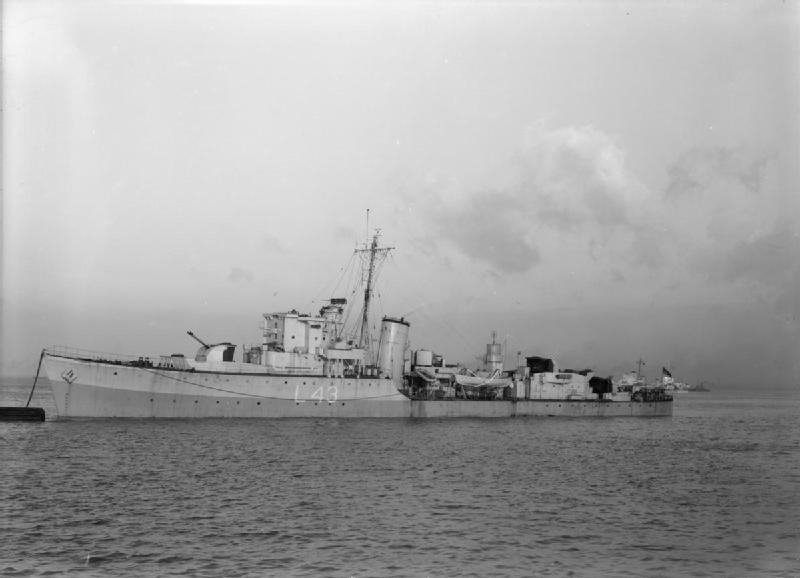
HMS Blackmore chở Tito đến Vis để gặp Šubašić.

Vào ngày 12 tháng 4 năm 1944, Thủ tướng Anh Winston Churchill bắt đầu gây áp lực buộc Peter II phải bổ nhiệm Ivan Šubašić, vào vị trí thủ tướng của chính phủ lưu vong. Vào ngày 1 tháng 6, Peter II đã bổ nhiệm Ivan Šubašić. Ông chấp nhận vị trí này, trở về từ Hoa Kỳ và đến gặp Tito trên đảo Vis hai tuần sau đó. Churchill cũng gửi một lá thư cho Tito trước cuộc gặp, nhấn mạnh của một thỏa thuận trong tương lai giữa Tito và chính phủ lưu vong.
Cuộc họp đã đưa ra Hiệp ước Vis, trong đó tuyên bố rằng các bên ký kết đồng ý thành lập chính phủ liên minh, nhưng hệ thống chính phủ ở Nam Tư sẽ chỉ được quyết định sau khi chiến tranh kết thúc. Šubašić chấp nhận các quyết định của Hiệp hội giải phóng dân tộc Nam Tư chống phát xít vào tháng 11 năm 1943, và công nhận tính hợp pháp của các cơ quan do Hiệp hội giải phóng dân tộc Nam Tư chống phát xít thành lập. Vấn đề giữ lại hay bãi bỏ chế độ quân chủ Nam Tư sẽ được đặt ra sau chiến tranh. Thỏa thuận được ký vào ngày 16 tháng 6. Vào thời điểm đó, Tito tuyên bố rằng mình chủ yếu quan tâm đến việc giải phóng đất nước và thành lập chế độ cộng sản không phải là mục đích chính.

## Hội nghị Napoli và chuyến bay đến Moskva

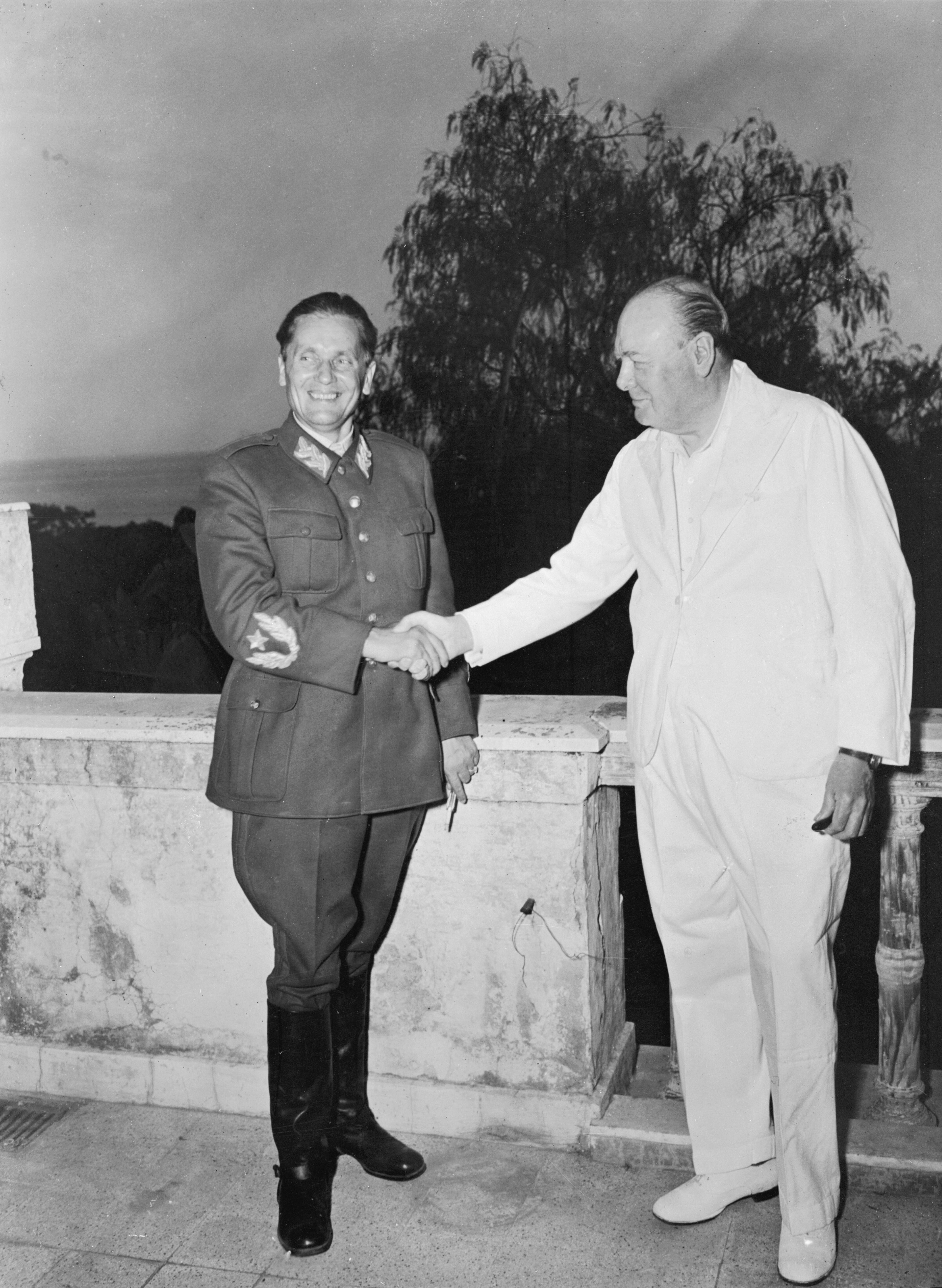
Winston Churchill gặp Tito ở Napoli năm 1944.

Churchill cho rằng Tito đã không nổ lực đủ để đáp lại sự hỗ trợ của Anh, đặc biệt là việc Anh đang bảo vệ đảo Vis của Nam Tư. Sự bất mãn của Churchill đã được Văn phòng Ngoại giao Anh nhắc lại nhiều lần. Điều này dẫn đến cuộc gặp giữa Churchill và Tito tại Napoli vào ngày 12 tháng 8. Tại đây, Churchill đã yêu cầu Tito công khai từ bỏ mọi khả năng sử dụng vũ trang để tác động đến việc áp dụng một hệ thống chính trị ở Nam Tư thời hậu chiến. Churchill cũng muốn Tito tuyên bố rằng ông không theo đuổi việc thành lập chế độ Cộng sản sau chiến tranh. Tito đã né tránh những vấn đề này trong cuộc họp.
Một tháng sau, vào ngày 12 tháng 9, Peter II đã phát đi một tuyên bố kêu gọi sự đoàn kết và trung thành của dân tộc đối với Tito. Vào ngày 18 tháng 9, Tito gặp nhà lãnh đạo Liên Xô Iosif Vissarionovich Stalin tại Moskva và được hứa hẹn về sự giúp đỡ của Hồng quân trong Chiến dịch tấn công Beograd sắp tới. Đáng chú ý, cuộc họp đã cho thấy sự công nhận của Liên Xô đối với quyền lực của Tito ở Nam Tư. Người Anh nhận ra rằng các lực lượng Liên Xô sẽ tiến vào Nam Tư, từ đó hạn chế ảnh hưởng của Anh. Trong Hội nghị Moskva lần thứ tư, Churchill đã tìm cách hạn chế ảnh hưởng của Liên Xô tại Nam Tư thông qua Thỏa thuận Tỷ lệ phần trăm.

## Thỏa thuận Beograd

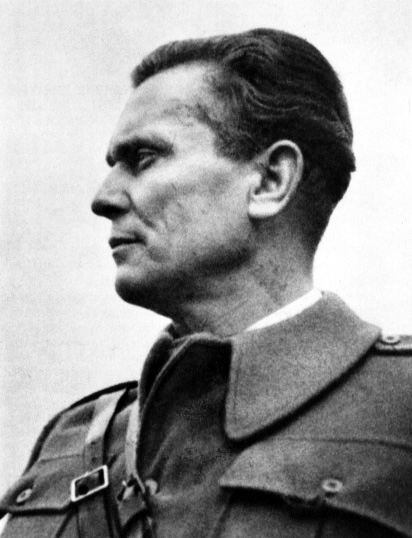
Josip Broz Tito được công nhận quyền cai trị ở Nam Tư thông qua các thỏa thuận với Ivan Subašić.

Ngay sau đó, Šubašić quay trở lại Nam Tư, đến trụ sở của Tito ở Vršac vào ngày 23 tháng 10 năm 1944. Khi cả hai dự kiến nối lại các cuộc đàm phán về chính phủ thời hậu chiến, họ được ngoại trưởng Anh và Liên Xô - Anthony Eden và Vyacheslav Molotov - gửi một thông điệp chung, bày tỏ hy vọng rằng các cuộc đàm phán sẽ dẫn đến việc thành lập một chính phủ liên minh. Tito và Šubašić tiếp tục cuộc đàm phán vào ngày 28 tháng 10. Vào ngày 1 tháng 11, trưởng phái bộ của Anh và Liên Xô được yêu cầu tham dự làm nhân chứng dự thảo thỏa thuận.
Trong thỏa thuận mới, các bên đã nêu ra một kế hoạch chi tiết cho một chính phủ liên minh như dự kiến tại Vis hồi đầu năm. Thoả thuận ban đầu quy định rằng chính phủ mới sẽ có 18 thành viên - 12 người thuộc Ủy ban Quốc gia Giải phóng Nam Tư và 6 người từ chính phủ lưu vong. Tito sẽ là tổng thống, trong khi Šubašić sẽ là phó tổng thống và bộ trưởng ngoại giao. Chính phủ mới sẽ tổ chức một cuộc bầu cử để quyết định hệ thống chính trị của đất nước. Trong khi đó, Nam Tư về mặt lý thuyết sẽ vẫn là một chế độ quân chủ. Peter II sẽ là người đứng đầu đất nước, nhưng vẫn sẽ ở lại nước ngoài. Thay vào đó, thỏa thuận quy định một hội đồng gồm ba nhiếp chính đại diện cho nhà vua ở Nam Tư, mặc dù các bên cũng quyết định rằng bất cứ quyết định nào sẽ chỉ được ký với sự chấp thuận của nhà vua.
Vì Tito được sử ủng hộ của một lực lượng lớn quân du kích trong nước, và Šubašić không có quyền lực nào để thúc đẩy một chương trình nghị sự khác, và việc nhiếp chính được hiểu là sự nhượng bộ của Tito đối với chính phủ lưu vong. Thỏa thuận cũng khẳng định, một khi chiến tranh kết thúc, chính phủ mới sẽ ra tuyên bố ủng hộ các quyền tự do dân chủ và tự do cá nhân, bao gồm tự do tôn giáo và tự do báo chí. Tuy nhiên, Tito đã bắt đầu công khai thay đổi quan điểm vào tháng 1 năm 1945.
Các nhà ngoại giao Anh chỉ ra rằng chính phủ được đề xuất thực tế sẽ có 28 thành viên bỏ phiếu (với thêm 10 thành viên từ Ủy ban Quốc gia Giải phóng Nam Tư) và rằng một nửa số người của Šubašić trong chính phủ mới ủng hộ Tito - cho Tito lợi thế 25-3. Hơn thế nữa, Šubašić đã đến Moskva vào ngày 20 tháng 11 để tìm kiếm sự ủng hộ của Stalin trước khi quay trở lại Luân Đôn. Hành động này đã khiến Peter II cân nhắc việc sa thải Šubašić, và chỉ có sự can thiệp của Churchill mới khiến ông ta nản lòng.
Vào ngày 7 tháng 12, Tito và Šubašić đã ký hai thỏa thuận bổ sung liên quan đến việc bầu cử hội đồng cử tri, định đoạt tài sản của Peter II và hội đồng nhiếp chính. Trong một cuộc họp được tổ chức vào ngày hôm đó, người đứng đầu phái bộ Anh tại Nam Tư Fitzroy Maclean nói với Tito rằng Anh sẽ chỉ xem xét công nhận ngoại giao với Tito nếu Tito và Šubašić thành lập chính phủ liên minh.

## Tranh chấp quyền nhiếp chính

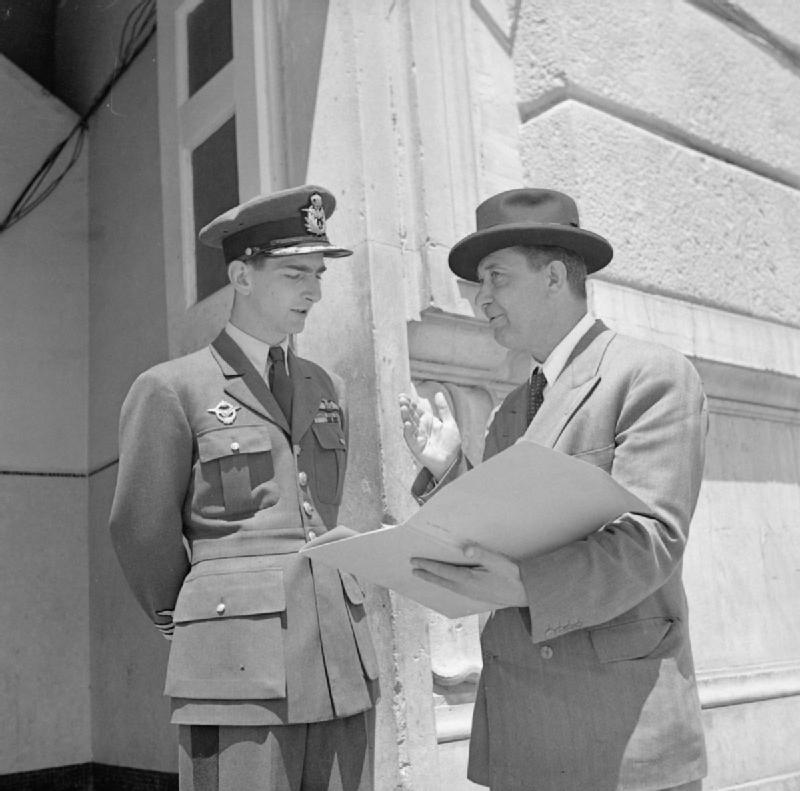
Peter II (trái) và Thủ tướng của chính phủ Nam Tư lưu vong Ivan Šubašić đã có xung đột về thành phần của hội đồng nhiếp chính theo Thỏa thuận Tito-Šubašić.

Trong cuộc gặp với Churchill và Eden vào ngày 21 tháng 12, và trong các bức thư gửi Thủ tướng Anh ngày 29 tháng 12 năm 1944 và ngày 4 tháng 1 năm 1945, Peter II đã bác bỏ đề xuất nhiếp chính, cho rằng điều đó là vi hiến. Tuy nhiên, Churchill ép nhà vua chấp nhận mọi quyết định liên quan đến quyền nhiếp chính. Mặc dù vậy, vào ngày 11 tháng 1, nhà vua vẫn chính thức phản đối hội đồng nhiếp chính và quyền lập pháp của Hiệp hội giải phóng dân tộc Nam Tư chống phát xít, đồng thời bác bỏ Thỏa thuận Tito–Šubašić. Vào ngày 22 tháng 1, nhà vua sa thải Šubašić vì đã ký thỏa thuận mà không hỏi ý kiến ông về vấn đề này.
Đáp lại, Anh đã tìm kiếm và nhận được sự ủng hộ của Hoa Kỳ để Šubašić tiến hành thực hiện thỏa thuận với Tito. Nguyên nhân có thể là do Anh lo ngại Liên Xô có thể đơn phương công nhận Ủy ban Quốc gia Giải phóng Nam Tư là chính phủ Nam Tư. Từ ngày 25-29 tháng 1, Peter II rút lại việc miễn nhiệm Subašić sau khi thương lượng với ông và đồng ý rằng chính phủ lưu vong sẽ từ chức. Šubašić sẽ được bổ nhiệm lại với nhiệm vụ đại diện cho nhà vua, thể hiện quan điểm của ông trong việc bổ nhiệm nhiếp chính.
Khi chính phủ do Šubašić lãnh đạo dự kiến quay trở lại Beograd vào ngày 7 tháng 2, nhà vua đề xuất một chế độ nhiếp chính bao gồm Dušan Simović, Juraj Šutej (một thành viên trong chính phủ của Šubašić) và Dušan Sernec (một thành viên của Ủy ban Quốc gia Giải phóng Nam Tư). Vào ngày 5 tháng 2, Tito từ chối chấp nhận Šutej và đề xuất Ủy ban Quốc gia Giải phóng Nam Tư). Vào ngày 5 tháng 2, Tito từ chối chấp nhận Šutej và đề cử Ante Mandić (một thành viên của Hiệp hội giải phóng dân tộc Nam Tư chống phát xít) thay thế. Ngày hôm sau, Šubašić phản đối việc bổ nhiệm Simović, với lý do ông quyết định đầu hàng phe Trục vào năm 1941 mà không hỏi ý kiến các bộ trưởng khác của chính phủ. Thay vào đó, ông đề xuất bổ nhiệm Sreten Vukosavljević, người từng là thành viên chính phủ của ông trong giai đoạn sau Hiệp ước Vis. Tranh chấp trển đã dẫn đến sự chậm trễ trong việc di dời chính phủ.
Thỏa thuận Tito – Šubašić đã được thảo luận và ủng hộ tại Hội nghị Yalta. Hội nghị đã đưa ra một thông cáo kêu gọi thực hiện thỏa thuận, mở rộng Hiệp hội giải phóng dân tộc Nam Tư chống phát xít để bao gồm các thành viên của quốc hội Nam Tư cũ, những người không cộng tác với các phe Trục, và đệ trình các đạo luật Hiệp hội giải phóng dân tộc Nam Tư chống phát xít lên để phê chuẩn bởi một hội đồng cử tri được bầu. Thông cáo từ Hội nghị Yalta được Maclean chuyển tới Tito, và Tito đã chấp nhận toàn bộ. Peter II và Šubašić chấp nhận thông cáo chung vào ngày 12 tháng 2. Nhà vua đã thay thế đề cử Dušan Simović, trong khi vẫn kiên trì đề cử Šutej vào hội đồng. Tito từ chối cả hai đề cử.
Vào ngày 26 tháng 2, Tito và Šubašić đã ký kết một thỏa thuận bổ sung chỉ định Srnec và Mandić là thành viên người Slovenia và Croatia của hội đồng nhiếp chính và cung cấp danh sách bốn thành viên người Serb tiềm năng để nhà vua lựa chọn. Nhà vua được thông báo rằng ông còn đến cuối tuần để ra quyết định, nếu không, sẽ coi là ông đã đồng ý. Peter II cuối cùng đã chọn Srđan Budisavljević (một cựu bộ trưởng trong chính phủ lưu vong). Nhà vua đã trình quyết định này với chủ tịch Hiệp hội giải phóng dân tộc Nam Tư chống phát xít, Ivan Ribar, tại Luân Đôn vào ngày 3 tháng 3. Chính phủ Šubašić sẽ từ chức sau ba ngày. Hội đồng nhiếp chính sau đó đã chỉ định một chính phủ lâm thời gồm 28 thành viên vào ngày 7 tháng 3 theo Thỏa thuận Tito – Šubašić.

## Hậu quả

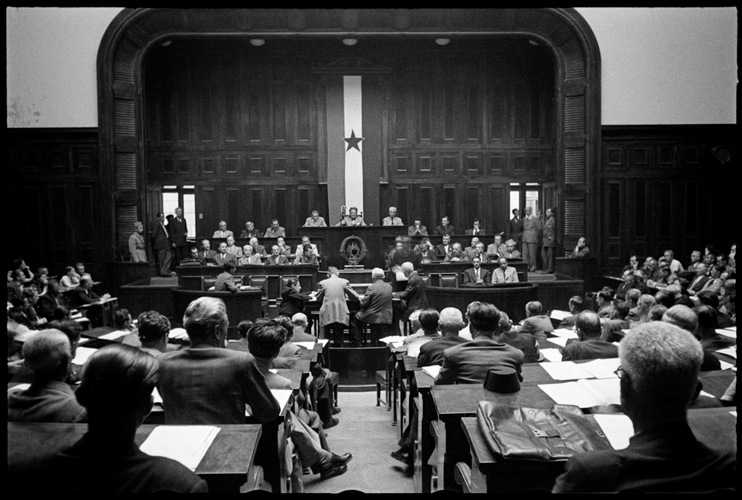
Phiên họp thứ ba của Hiệp hội giải phóng dân tộc Nam Tư chống phát xít vào năm 1945 bao gồm một số thành viên của Quốc hội Nam Tư trước chiến tranh.

Một mặt, chính phủ lưu vong và Šubašić có tác dụng hạn chế quyền kiểm soát của cộng sản. Mặt khác, Tito tìm cách sử dụng các thỏa thuận để tăng cường tính hợp pháp cho chế độ bằng cách liên kết với chính phủ lưu vong và thành lập một liên minh cầm quyền. Chính phủ lâm thời được thành lập vào tháng 3 năm 1945 với Tito làm thủ tướng và Šubašić là ngoại trưởng, một trong mười một bộ trưởng của chính phủ không phải là cộng sản. Tuy nhiên, chỉ sáu trong số mười một người đó trước đây là thành viên của chính phủ lưu vong. Trong số sáu người đó, chỉ có ba người không ủng hộ hoặc không liên kết với Tito là Šubašić, Šutej và Grol. Cả 3 tất cả đều từ chức trong vòng vài tháng - Grol vào tháng Tám và 2 người còn lại vào tháng 10.